# 克里斯蒂安桑主教座堂
克里斯蒂安桑大教堂（挪威語：Kristiansand domkirke）是位於挪威城市克里斯蒂安桑的一座教堂，也是挪威教會的一座大教堂。克里斯蒂安桑大教堂是一座新哥特式建築，竣工於1885年，設計者是建築家Henrik Thrap-Meyer。克里斯蒂安桑大教堂是克里斯蒂安桑的第三座大教堂，也是挪威最大的教堂之一，長70米（230英尺），寬39米（128英尺），尖塔高70米（230英尺）。